# DeAndre Washington
DeAndre Washington (Dallas, 22 febbraio 1993) è un giocatore di football americano statunitense che milita nel ruolo di running back per gli Oakland Raiders della National Football League (NFL).

## Biografia

### Oakland Raiders
Al college, Washington giocò a football con i Texas Tech Red Raiders dal 2011 al 2015. Fu scelto nel corso del quinto giro (143º assoluto) nel Draft NFL 2016 dagli Oakland Raiders. Debuttò come professionista subentrando nella gara del primo turno contro i New Orleans Saints, correndo 5 volte per 14 yard e ricevendo un passaggio da 10 yard. Il 25 settembre corse un massimo stagionale di 57 yard nella vittoria per 17-10 sui Tennessee Titans. Il 16 ottobre disputò la prima gara come titolare nella sconfitta per 10-26 contro i Kansas City Chiefs. Nella sua stagione da rookie disputò 14 partite, 2 delle quali come titolare, correndo 467 yard e segnando 2 touchdown. L'anno successivo, chiuso dal veterano Marshawn Lynch, chiuse con 153 yard corse e altri 2 touchdown.